# Souveräner Staat des Bektaschi-Ordens

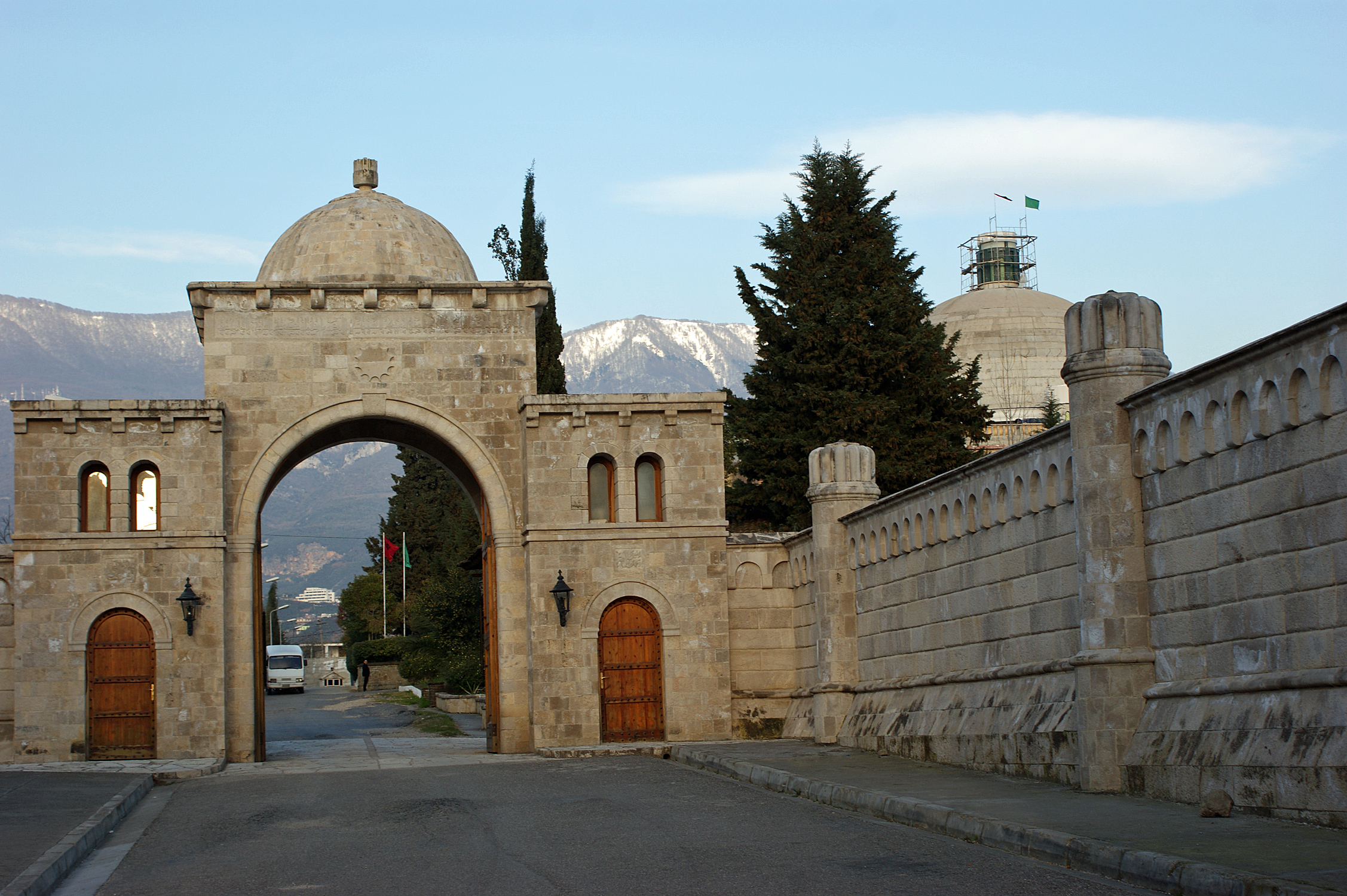
Eingang zum Weltzentrum der Bektaschi in Tirana

Der Souveräne Staat des Bektaschi-Ordens (albanisch Shteti Sovran i Urdhrit Bektashi; ausgesprochen [ʃtɛti sɔvɾan i uɾðɾit bɛktaʃi]) ist ein Vorschlag für die Einrichtung eines Mikrostaats. Demnach soll der Staat das Gelände des derzeitigen Welthauptquartiers des Bektaschi-Ordens umfassen. Mit einer Fläche von 0,11 Quadratkilometern läge dieser vollständig im Stadtteil Ali Demi innerhalb von Tirana, der Hauptstadt Albaniens. Damit wäre dieser Staat derjenige mit der weltweit kleinsten Landfläche.

## Vorschläge
Die Idee geht auf Edi Rama, Ministerpräsident Albaniens seit 2013, zurück, der die Idee erstmals Ende September 2024 an der UNO-Generalversammlung in New York präsentierte. Am gleichen Tag erschien ein Artikel dazu in der New York Times. Auch Baba Mondi, der Leiter des Bektaschi-Ordnes, sprach sich für die Errichtung eines souveränen Staats des Bektaschi-Ordens aus. Dabei wurde angegeben, dass sich der neue Staat am Vorbild des Staats der Vatikanstadt orientieren solle. Edi Rama zufolge könne der Bektaschi-Staat „ein neues Zentrum für Mäßigung, Toleranz und friedliche Koexistenz“ werden. Diese Werte seien eng mit Albanien verbunden. Auf ein Alkoholverbot und eine Pflicht zum Tragen eines Kopftuchs für Frauen solle in dem neuen Staat verzichtet werden. Die Staatsangehörigkeit solle nur an religiöse Führungspersönlichkeiten sowie an Verwaltungspersonal vergeben werden.
Über die wirklichen Absichten Ramas herrscht Unklarheit. Ebenso offen ist, ob sein Vorschlag je realisiert wird (Stand September 2024). Ob ein solcher Zwergstaat international breit anerkannt würde, ist auch fraglich.

## Kritik
Vertreter des Bektaschi-Ordens aus der Türkei haben kritisiert, dass die Errichtung eines Gottesstaates nicht mit den Prinzipien der Religionsgemeinschaft vereinbar sei.
Teile der Muslimischen Gemeinschaft Albaniens halten die vorgeschlagene Staatsgründung für einen gefährlichen Präzedenzfall. Zudem kritisierten sie, dass der Vorschlag nicht mit den anderen Religionsgemeinschaften des Landes diskutiert worden sei.
Auch der Vergleich mit dem Vatikanstaat wird als inakkurat kritisiert, weil dieser historisch gesehen unter anderen Bedingungen entstanden ist, als die für die anvisierte neue Staatsgründung der Fall wäre. Laut dem Publizisten Fatos Lubonja zeige der Vorschlag „das Ausmaß des Wachstums des Autoritarismus, das heißt den Niedergang der Demokratie in Albanien“.
Experten halten zudem viele grundlegende Fragen für ungeklärt. Für die Gründung des neuen Staats wäre unter anderem ein Verzicht Albaniens auf einen Teil seines Staatsgebietes notwendig. Dies würde jedoch eine Änderung der Verfassung Albaniens voraussetzen, was mit einer Zwei-Drittel-Mehrheit im albanischen Parlament möglich wäre. Albert Rakipi, Vorsitzender des Albanischen Instituts für Internationale Studien, kritisierte dabei auch, dass der Vorschlag nicht auf nationaler Ebene in Albanien diskutiert worden war, bevor Rama ihn der Weltöffentlichkeit präsentierte.